# Vieille ville de Zemun
La vieille ville de Zemun (en serbe cyrillique : Старо језгро Земуна ; en serbe latin : Staro jezgro Zemuna) est le centre historique de Zemun, situé dans la partie centrale de la ville, sur le territoire de la ville de Belgrade. Elle représente une entité culturelle et historique d'une grande importance et l'épine dorsale du développement culturel et social de Zemun.

## Histoire
En 1717, l’armée d’Eugène de Savoie-Carignan entra dans Zemun qui devint alors une partie de l'empire d'Autriche, au sein duquel elle se développa jusqu'en 1918. Sa croissance continue et le développement dans un environnement urbain peut être tracé à travers plusieurs étapes limitées de certains événements politiques. Dans la première moitié du XVIIIe siècle, dans la phase de reconstruction de l'ancien village de caractère oriental avec une population majoritairement chrétienne, Zemun est ré-habité et développé dans une position très subordonnée par rapport à Belgrade. Cette phase est limitée de la paix de Pozarevac et la paix de Belgrade. Dans la deuxième phase, dans la seconde moitié du XVIIIe siècle, elle se développe de plus en plus progressivement et forme le noyau urbain. Cette phase se termine par les guerres austro-turques et napoléoniennes à la fin du XVIIIe et au début du XIXe siècle. Dans la troisième phase, au cours du XIXe siècle et au début du XXe siècle, Zemun se développe au sein des cadres définis en changeant le fonds de construction ou la reconstruction de l’état héréditaire de la Première insurrection serbe jusqu’à la Première Guerre mondiale. La quatrième phase, de la Première Guerre mondiale, à nos jours, caractérise la construction individuelle dans la vieille ville de Zemun qui cesse d'être un endroit frontalier.

## Le développement urbain
L’agglomération urbaine existante et le fonds de construction architecturale dans de la vieille ville de Zemun sont eux-mêmes sources pour l'étude particulière et la recherche sur le développement de méthodes d'organisation et de formation de villages, la construction de bâtiments, l'utilisation des matériaux de construction, le développement municipal, la construction de bâtiments de style, les caractéristiques de l'architecture fonctionnelle, ciblées et de contenu et l'organisation spatiale générale de la vie. Patrimoine architectural à savoir tout le fundus physique de la réalisation spatiale, est la source à la fois pour l'étude des différenciations sociales et de l'infrastructure de certaines périodes de développement, des possibilités sociales, des spécificités régionales, ethniques et religieuses, de goût de l'époque, et bien d'autres formes de vie. Ces études pourraient être réalisées en analysant les vestiges matériels ou l’ensemble créé et enregistré par la plupart du début du XVIIIe siècle à nos jours. En état d'origine, de nombreux bâtiments sont entièrement conservés en particulier de la seconde moitié du XIXe siècle, alors qu'un plus petit nombre d'objets à partir de la première période, à partir du moment des premières décennies du XVIIIe siècle, lorsque Zemun est devenu une partie de l'empire d'Autriche, sont conservés dans son état d'origine seulement partiellement. Chronologie de la formation peut également être déterminée en partie par des analyses des seuls bâtiments, sur la base des documents existants sur eux, le matériel utilisé et le mode de construction, l'analyse du type et du style. Les traditions orales des résidents dont les familles d'une génération à l’autre habitent les bâtiments existants, les objets conservés et les inventaires dans les maisons, élargissent des sources d'essais. Dans l'ensemble, la vieille ville de Zemun est une base, dit une source en particulier pour les méthodes de recherche architecturales, historiques et artistiques.